# Ernesto Andrada
Ernesto Moisés Andrada (Catamarca, 9 de febrero de 1891 - ibíd., 5 de septiembre de 1965) fue un médico y político argentino, que ejerció como gobernador de Catamarca entre 1942 y 1943.

## Biografía
Hijo de Pedro Andrada y María Antonia Pons, se recibió de médico cirujano en la Universidad de Buenos Aires, doctorándose con una tesis acerca de la orina en los trastornos nutritivos del lactante.
Fue ayudante del Departamento de Higiene de la Capital Federal, permaneciendo en Buenos Aires hasta 1916, en que regresó a su provincia natal. Allí fue médico de la Policía provincial, y presidente del Consejo de Higiene de la provincia. En 1923 ingresó al cuerpo de sanidad del Ejército Argentino. Apoyó el golpe de Estado de 1930 y fue nombrado gerente del Banco de la Provincia de Catamarca durante la dictadura subsiguiente. Durante la gobernación de Rodolfo Acuña volvió a ser presidente del Consejo de Higiene.
Trasladado a Buenos Aires, fue profesor de Higiene en el Colegio Militar de la Nación y posteriormente profesor de Servicios de Sanidad en las Tropas. Se retiró del Ejército en 1942, con el grado militar de Cirujano de Primera, equivalente al de teniente coronel.
Durante un tiempo, las reuniones del Círculo Médico de Catamarca se realizaron en la casa del Dr. Ernesto Moisés Andrada , Sarmiento 730, y es allí en ocasión en que se encontraba reunida la Comisión Directiva del Círculo Médico de Catamarca, el Dr. Ernesto M. Andrada comunica la decisión de la Sra. Elvira Porta de Mercado de donar su residencia al Círculo Médico de Catamarca , los esposos Mercado no tenían descendientes, cumpliendo así el deseo de su extinto esposo.
Durante un periodo ejerció la profesión de médico  de forma ad honorem.
Fue elegido gobernador de su provincia natal, asumiendo el cargo en enero de 1942, acompañado como vicegobernador por Julio César Oviedo. Fue depuesto por la revolución del 4 de junio de 1943; el reemplazante sólo se presentó en Catamarca el día 19 de junio.
Retirado de la actividad pública durante muchos años, falleció el 5 de septiembre de 1965 en su ciudad natal.
Se había casado con Elisa G. del Pino, con quien tuvo cuatro hijos: María Josefina, María Antonieta, Ernesto Mario y Guillermo Enrique.